# Stříška (nediakritický znak)
Stříška (^) coby samostatný grafém (na rozdíl od stříšky coby diakritického znaménka) má několik využití v různých oborech. Zejména je používána při korekturách jako korektorská značka označující chybějící prvek, dále ji využívá řada programovacích jazyků (s různými významy). Také je užívána při zápise matematických výrazů pro mocnění, nelze-li v daném prostředí exponent zapsat pomocí zvýšeného textu.
V rámci stříškové notace je rovněž používána pro značení řídících znaků v ASCII, kde ^A značí řídící znak s číslem 1, ^B řídící znak s číslem 2, atd. Tyto znaky se na klávesnici dříve[zdroj?] zadávaly pomocí klávesy Control a přeneseně se tedy stříška používá v návodech k označení této klávesy. Například ^C tedy může mít i význam zmáčknutí kláves Ctrl a C.

## Programovací jazyky
Stříška je používána v různých programovacích a značkovacích jazycích pro různé účely:
- V regulárních výrazech (např. v AWKu a Perlu) slouží k označení začátku řetězce nebo začátku řádku.
- V C, C++, Javě a Pythonu slouží symbol k označení exkluzivní disjunkce (XOR). Protože se na některých počítačích nevyskytuje, umožňuje ANSI C její nahrazení trojicí ??'.
- V Pascalu slouží k vytváření a dereferenci ukazatele.
- V BASICu, Mathematice, MATLABu a Forthu je jím vyznačováno umocňování.
- V TeXu slouží v matematickém režimu k uvození zvýšeného textu.
- Příkazový interpret cmd.exe užívá stříšku jako únikový znak.

## Reprezentace v počítači
Symbol ^ je obsažen už v historicky široce rozšířené kódové tabulce ASCII, z které vychází mnohé pozdější kódovací systémy. Je zde na pozici 94 (tj. 5E šestnáctkově). V Unicode jsou navíc rozlišeny tři různé korektorské stříšky:
- U+2038 ‸ CARET
- U+2041 ⁁ CARET INSERTION POINT
- U+2380 ⎀ INSERTION SYMBOL